# Folke Hökerberg
Folke Joar Lars Hökerberg, född 26 april 1886 i Stockholm, död 4 april 1976 i Kungsholms församling i Stockholm, var en svensk bokförläggare.
Folke Hökerberg var son till Lars Hökerberg. Efter mogenhetsexamen i Stockholm och studier i Uppsala 1905–1907 ägnade han sig åt praktisk verksamhet inom bokhandels- och tryckeribranschen. Efter två års anställning vid Ljus förlag inträdde han 1909 i faderns företag, Lars Hökerbergs Bokförlag, som han 1920 övertog som ägare och ledare. Förlaget satsade främst på utgivning av biografier, romaner och fackhandböcker. Från 1932 var ha styrelseordförande i tidnings AB Idun. I Svensk bokhandelsmedhjälpareförening var Hökerberg ordförande 1915–1918 och var från 1938 hedersledamot. Bland andra uppdrag inom bokhandelsorganisationer märks att han från 1923 var vice VD i AB Nordiska bokförlaget Erdheim & co. och från 1931 styrelseledamot i Svenska bokförläggareföreningen. Hökerberg ägnade sig under första världskriget åt politisk aktivitet i konservativ anda; han var 1915–1916 ordförande i Sveriges Nationella Ungdomsförbunds stockholmsavdelning. Från 1939 var han styrelseordförande i Svenska bokhandelsskolan.
Folke Hökerberg var i sitt andra gifte från 1941 gift med Eva Hökerberg. Makarna är begravda på Norra begravningsplatsen utanför Stockholm.